# Банде
Банде (гал. Bande, ісп. Bande) — муніципалітет в Іспанії, у складі автономної спільноти Галісія, у провінції Оренсе. Населення — 2116 осіб (2009).
Муніципалітет розташований на відстані близько 400 км на північний захід від Мадрида, 35 км на південь від Оренсе.
Муніципалітет складається з таких паррокій: Банде, Ос-Баньйос, Кадос, Кальвос, Карпасас, Корвельє, Гарабелос, Гуїн, Нігейроа, О-Рібейро, Санта-Комба, Вілар.

## Демографія
Динаміка населення (INE ):

## Галерея зображень

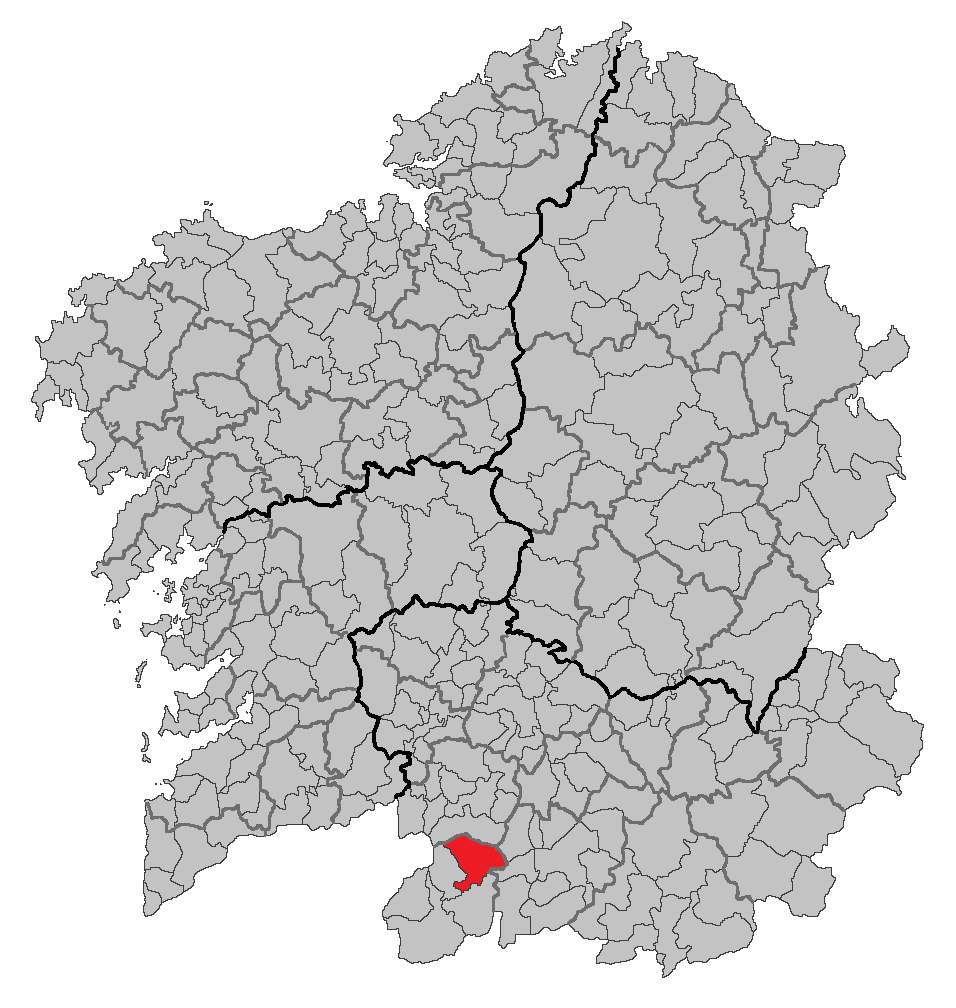
Розташування муніципалітету